# Mansur Shah I di Pahang
Paduka Sri Sultan Mansur Shah ibni al-Marhum Sultan Ahmad Shah (XV secolo – 1519) è stato sultano di Pahang dal 1495 al 1519; fino al 1512 regnò congiuntamente al cugino Abdul Jamil Shah I.

## Primi anni di vita
Conosciuto come Raja Mansur prima della sua ascesa al trono, era il figlio del secondo sultano di Pahang Ahmad Shah I e di una delle figlie del bendahara Tun Hamzah. Nel 1495 salì al trono in giovanissima età dopo l'abdicazione del padre che si era ritirato per dedicarsi alla religione. Per i primi anni regnò congiuntamente al cugino Abdul Jamil Shah I e assunse il pieno controllo solo nel 1512 con la morte di quest'ultimo.

## Regno
Essendo il Pahang uno stato vassallo del sultanato di Malacca, i portoghesi che lo avevano conquistato chiesero un tributo annuale al Pahang. Il rifiuto di Mansur Shah di pagare portò a una guerra aperta tra il sultanato e gli europei.
Nel 1519 Mansur Shah fu ucciso dal suo hulubalang (capo militare) per aver commesso adulterio con una delle sue matrigne.